# Medailové pořadí na Zimních olympijských hrách 1952
Toto je medailové pořadí zemí na Zimních olympijských hrách 1952, které se konaly v Oslu ve Norsku od 14. února 1952 do 25. února 1952. Těchto her se zúčastnilo 694 sportovců ze 30 zemí v 22 disciplínách v 6 sportech.

## Počet medailí
Toto je kompletní tabulka počtu medailí udělených na Zimních olympijských hrách 1952 podle údajů Mezinárodního olympijského výboru.
| Pořadí | Země                         | Zlato | Stříbro | Bronz | Celkem |
| ------ | ---------------------------- | ----- | ------- | ----- | ------ |
| 1      | Norsko (NOR)                 | 7     | 3       | 6     | 16     |
| 2      | Spojené státy americké (USA) | 4     | 6       | 1     | 11     |
| 3      | Finsko (FIN)                 | 3     | 4       | 2     | 9      |
| 4      | Německo (GER)                | 3     | 2       | 2     | 7      |
| 5      | Rakousko (AUT)               | 2     | 4       | 2     | 8      |
| 6      | Kanada (CAN)                 | 1     | 0       | 1     | 2      |
| 6      | Itálie (ITA)                 | 1     | 0       | 1     | 2      |
| 8      | Velká Británie (GBR)         | 1     | 0       | 0     | 1      |
| 9      | Nizozemsko (NED)             | 0     | 3       | 0     | 3      |
| 10     | Švédsko (SWE)                | 0     | 0       | 4     | 4      |
| 11     | Švýcarsko (SUI)              | 0     | 0       | 2     | 2      |
| 12     | Francie (FRA)                | 0     | 0       | 1     | 1      |
| 12     | Maďarsko (HUN)               | 0     | 0       | 1     | 1      |
| Celkem | Celkem                       | 22    | 22      | 23    | 67     |